# Benny Bailey
Pour les articles homonymes, voir Bailey.
Benny Bailey (Ernest Harold Bailey) est un trompettiste de jazz américain né le 13 août 1925 à Cleveland (Ohio) et décédé le 15 avril 2005 à Amsterdam (Pays-Bas)

## Biographie
Ayant étudié la flûte et le piano à la Central High School de sa ville natale, il se tourne bien évidemment vers la trompette. Il fait ses débuts avec Bull Moose Jackson, Scatman Crothers en 1944, Jay McShann en 1947, Dizzy Gillespie à partir de décembre 1947 (en particulier pour le légendaire concert de la Salle Pleyel, à Paris, le 2 février 1948) et avec Lionel Hampton (1945-1953). Il se révèle être un très sérieux musicien de pupitre dans maint big bands, mais ne dédaigne pas le travail en petites formations, avec Kenny Clarke en France par exemple, avec Teddy Edwards.
Séduit par l'Europe, il y fait un premier séjour prolongé, en Allemagne, il y s'installe alors et s'intègre à l'Orchestre de la Radio de Berlin et celui le Max Greger, dans l'Orchestre de la Suisse romande, en Italie et surtout en Suède, à l'Orchestre de la Radio suédoise et au combo d'Åke Persson (en) et de Harry Arnold-Persson.
En 1959, de retour aux États-Unis dans le big band avec Quincy Jones (1960), il reprend avec lui la route du vieux continent pour de mémorables concerts. Il devient un Européen à titre permanent, et s'il apparaît dans des formations dirigés par des Américains, c'est fréquemment au cours de festivals ou des soirées dans un club (avec Les McCann à Montreux, Eric Dolphy à Berlin, Duke Ellington en Allemagne, Curtis Fuller à Zurich, Stan Getz à Sundyber, et Stockholm, Benny Golson dans la même ville, Johnny Griffin à Cologne et surtout cet autre cosmopolite invétéré qu'est Dexter Gordon lors d'une de ces soirées qui ont fait la notoriété du « Jazzhus Montmartre » accompagnant les chanteuses Deborah Brown et Ernestine Anderson. La liste de ces visiteurs est interminable.
Plus encore, il s'intègre dans une grande variété de big bands, avec un autre émigré qu'est le batteur Kenny Clarke au sein du Clarke-Boland Big Band), dans le WDR Big Band de Cologne, les formations du pianiste classique atypique Friedrich Gulda, le Jazz Workshop-Ruhr Orchestra, l'Umeå Big Band, le grand orchestre de Peter Helbolzeimer entre autres. Et toute cette activité ne l'empêche pas de semer des disques en tant que leader dans toute l'Europe (sauf en France et dans quelques autres pays du sud dont la culture jazzistique n'est pas très importante).
Héritier direct des maitres de la trompette bebop tels Dizzy Gillespie et Fats Navarro, Benny Bailey se revendique aussi de l'héritage harmonique de Charlie Parker et Miles Davis de la première période, délaissant les pirouettes et exploits techniques pour se consacrer aux audaces mélodiques, tout en leur conférant une certaine douceur affirmée et maitrisée qui évite soigneusement l'écueil et de la mièvrerie et de l'étalage technique, comme l'énoncé simple d'un discours tranquille devenu familier. Mieux qu'un Charlie Ventura oscillant entre middle jazz et bebop, Benny est l'apôtre du « bebop for the people ». Cette tranquillité d'esprit lui vaut d'être recherche comme trompette leader, celui qui cornaque, aiguillonne modérément mais canalise les cuivres fougueux en mal de pyrotechnie instrumentale. Symptomatique est son ancrage européen qui l'a coupé de la carrière glorieuse que certains, peut-être bien moins doués, mais plus visibles chez l'Oncle Sam ont développée.
Benny Bailey est l'homme tranquille du bebop.

## Discographie personnelle
- Bennie Bailey plays (1959) (Argo)
- Big brass (1960) (Candid)
- Soul eyes: Jazz live at the Domicile Munich (1968) (MPS)
- Islands (1976) (Enja)
- Serenade to a planet (1976) (Ego)
- East of Isar (1978) (Ego)
- Grand Slam (1978) (Jazzcraft)
- While my lady sleeps (1990) (Gemini)
- No refill (1994) (TCB)
- Angel eyes (1995) (Laika)
- Peruvian nights (1996) (TCB)
- I thought about you (1996) (Laika)
- The Satchmo legacy (2000) (Enja)
- Notices d'autorité :   - VIAF
  - ISNI
  - BnF (données)
  - IdRef
  - LCCN
  - GND
  - Italie
  - Espagne
  - Pays-Bas
  - Suède
  - Tchéquie
  - WorldCat